# Kransevitz
Kransevitz ist ein Ortsteil der Stadt Putbus im Landkreis Vorpommern-Rügen in Mecklenburg-Vorpommern.

## Geografie und Verkehrsanbindung
Kransevitz liegt westlich der Kernstadt Putbus und nordöstlich von Kasnevitz an der Landesstraße 29. Südöstlich liegt das 72 ha große Naturschutzgebiet Wreechener See.